# Thesprotiko
Thesprotiko (in greco Ανώγειο?) è un ex comune della Grecia nella periferia dell'Epiro (unità periferica di Prevesa) con 5 474 abitanti secondo i dati del censimento 2001.
È stato soppresso a seguito della riforma amministrativa, detta Programma Callicrate, in vigore dal gennaio 2011 ed è ora compreso nel comune di Ziros.

## Località
Il comune è suddiviso nelle seguenti comunità (i nomi dei villaggi tra parentesi):
- Assos (Assos, Kerasovo)
- Galatas (Galatas, Agios Savvas, Zervo)
- Meliana
- Nikolitsi (Nikolitsi, Elaia, Platania)
- Pappadates (Pappadates, Agioi Apostoloi, Galini)
- Polystafylo (Polystafylo, Agia Triada)
- Rizovouni (Rizovouni, Ziropoli)
- Thesprotiko